# Ludographie de Shigeru Miyamoto
 (octobre 2024).

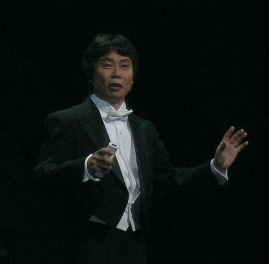
Shigeru Miyamoto en 2006.

Avec les succès de Donkey Kong en 1981 puis Super Mario Bros. en 1985, Shigeru Miyamoto prend une place prépondérante dans la création des jeux vidéo dans l'entreprise Nintendo. Nommé directeur général de Nintendo Entertainment Analysis and Development (anciennement Nintendo R&D4), le principal studio de développement de Nintendo, Miyamoto devient l'un des créateurs de jeux vidéo les plus prolifiques de son temps. Il est le principal créateur des licences Super Mario, Donkey Kong, The Legend of Zelda, Star Fox, F-Zero et Pikmin.
Depuis la seconde moitié des années 1980, Shigeru Miyamoto est le principal producteur de la grande majorité des jeux développés au sein de Nintendo EAD.

## Années 1970
| - 1978 : Color TV Game Racing 112, design de la console - 1979 : Color TV Game Block Kuzushi, design de la console | - 1979 : Space Fever - 1979 : Sheriff, assistant, graphisme des bornes - 1979 : Space Firebind |

## Années 1980
| - 1980 : Radar Scope, assistant, graphisme des bornes - 1980 : Space Firebird, assistant, graphisme des bornes - 1981 : Donkey Kong, créateur, programmeur - 1982 : Kangaroo, directeur du jeu - 1982 : Donkey Kong Jr., créateur - 1982 : Popeye, créateur - 1983 : Donkey Kong 3, créateur - 1983 : Mario Bros., créateur, programmeur - 1983 : Punch-Out!!, réalisateur - 1984 : Wild Gunman, producteur - 1984 : Excitebike, créateur - 1984 : Devil World, créateur - 1985 : Duck Hunt, producteur - 1985 : Donkey Kong Jr. Math, producteur | - 1985 : Ice Climber, producteur - 1985 : Kung Fu / Spartan X, réalisateur du portage NES - 1985 : Super Mario Bros., réalisateur, producteur - 1986 : The Legend of Zelda, réalisateur, producteur - 1986 : Super Mario Bros.: The Lost Levels, réalisateur, producteur - 1987 : Zelda II: The Adventure of Link, producteur - 1987 : Kid Icarus, producteur - 1988 : Yume Kōjō: Doki Doki Panic (sorti remanié en Occident sous le nom de Super Mario Bros. 2), producteur - 1988 : Super Mario Bros. 3, réalisateur - 1989 : Mother, producteur |

## Années 1990
| - 1990 : Golf, producteur - 1990 : Pilotwings, producteur - 1990 : F-Zero, producteur - 1990 : Super Mario World, producteur - 1991 : SimCity (version Super Nintendo), superviseur - 1992 : Mario Paint, producteur - 1992 : Super Mario Kart, producteur - 1992 : Mario and Yoshi, producteur - 1992 : Wave Race, créateur - 1992 : The Legend of Zelda: A Link to the Past, producteur - 1993 : The Legend of Zelda: Link's Awakening, producteur délégué, producteur - 1993 : Star Wing, créateur, producteur - 1993 : Yoshi's Safari, producteur - 1993 : Kirby's Adventure, producteur - 1993 : Super Mario All-Stars - 1994 : Kirby's Dream Course, producteur - 1994 : Donkey Kong (Game Boy), producteur - 1994 : Donkey Kong Country, producteur - 1994 : Stunt Race FX, créateur - 1995 : EarthBound, superviseur - 1995 : Kirby's Dream Land 2, producteur - 1995 : Super Mario World 2: Yoshi's Island, producteur | - 1995 : Kirby's Block Ball, producteur - 1995 : Mario's Super Picross, superviseur - 1996 : Super Mario 64, réalisateur, producteur - 1996 : Mole Mania, producteur - 1996 : Super Mario RPG: Legend of the Seven Stars, producteur - 1996 : Pokemon Rouge, Vert et Bleu, producteur, - 1996 : Mario Kart 64, producteur - 1996 : Kirby Fun Pak, producteur - 1996 : Kirby's Block Ball, producteur - 1996 : Donkey Kong Country 3: Dixie Kong's Double Trouble!, producteur - 1996 : Lylat Wars, créateur, producteur - 1996 : Pilotwings 64, producteur - 1997 : Yoshi's Story, superviseur - 1998 : 1080° Snowboarding, producteur - 1998 : F-Zero X, producteur - 1998 : The Legend of Zelda: Ocarina of Time, producteur - 1998 : Mario Party, superviseur - 1999 : Super Smash Bros., producteur - 1999 : Donkey Kong 64, producteur - 1999 : Pokémon Stadium, producteur - 1999 : Pokémon Snap, producteur - 1999 : Mario Golf (N64), superviseur - 1999 : Mario Golf (GBC), superviseur |

## Années 2000
| - 2000 : Pokémon Cristal, producteur - 2000 : Mario Party 2, superviseur - 2000 : The Legend of Zelda: Majora's Mask, producteur - 2000 : Paper Mario, producteur - 2000 : Kirby 64: The Crystal Shards, superviseur - 2000 : Mario Tennis (N64), superviseur - 2001 : Mario Tennis (GBC), superviseur - 2001 : Mario Party 3, producteur - 2001 : Wave Race: Blue Storm, producteur - 2001 : Wario Land 4, concepteur - 2001 : Mario Kart: Super Circuit, producteur - 2001 : Super Smash Bros. Melee, producteur - 2001 : The Legend of Zelda: Oracle of Seasons, producteur - 2001 : Pokémon Stadium 2, producteur - 2001 : The Legend of Zelda: Oracle of Ages, producteur - 2001 : Luigi's Mansion, producteur - 2001 : Pikmin, producteur - 2002 : Doshin the Giant, producteur - 2002 : Super Mario Sunshine, producteur - 2002 : Mario Party 4, superviseur - 2002 : The Legend of Zelda: The Wind Waker, producteur - 2002 : Eternal Darkness: Sanity's Requiem, producteur - 2002 : Star Fox Adventures, producteur - 2002 : Metroid Prime, producteur - 2003 : Mario Party 5, superviseur - 2003 : Mario Kart: Double Dash!!, producteur - 2003 : F-Zero GX, producteur - 2003 : GiFTPiA, producteur - 2003 : Wave Race: Blue Storm, producteur - 2003 : Mario Golf: Toadstool Tour, superviseur - 2003 : Donkey Konga, producteur - 2003 : 1080° Avalanche, producteur - 2003 : Mario and Luigi: Superstar Saga, producteur - 2003 : Kirby Air Ride, producteur - 2004 : The Legend of Zelda: Four Swords Adventures, producteur - 2004 : Kirby et le Labyrinthe des Miroirs, producteur - 2004 : Paper Mario: La Porte Millénaire, producteur - 2004 : Donkey Kong Jungle Beat, producteur général - 2004 : Mario vs. Donkey Kong, producteur - 2004 : Mario Party 6, superviseur | - 2004 : Donkey Konga, producteur - 2004 : Pikmin 2, producteur - 2004 : The Legend of Zelda: The Minish Cap, producteur général - 2005 : Nintendogs, producteur général - 2005 : Star Fox: Assault, producteur - 2005 : Donkey Kong Jungle Beat, producteur - 2005 : Mario Party 7, producteur - 2005 : Chibi-Robo!, producteur - 2005 : Yoshi Touch and Go, producteur - 2005 : Yoshi's Universal Gravitation, producteur - 2005 : Geist, senior producer - 2005 : Mario Kart DS, réalisateur général - 2005 : Mario et Luigi : Les Frères du temps, producteur - 2006 : New Super Mario Bros., superviseur - 2006 : Mario vs. Donkey Kong 2 : La Marche des Mini, producteur - 2006 : Star Fox Command, producteur - 2006 : The Legend of Zelda: Twilight Princess, producteur délégué - 2006 : Wii Sports, producteur général - 2006 : Wii Play, producteur général - 2007 : The Legend of Zelda: Phantom Hourglass, producteur général - 2007 : Mario Strikers Charged Football, superviseur - 2007 : Mario et Sonic aux Jeux olympiques, senior producer - 2007 : DK Jungle Climber, superviseur - 2007 : Mario Party 8, superviseur - 2007 : Donkey Kong Jet Race, superviseur - 2007 : Super Paper Mario, superviseur - 2007 : Wii Fit, producteur général - 2007 : Super Mario Galaxy, concept, producteur - 2008 : Mario Kart Wii, producteur général - 2008 : Super Smash Bros. Brawl, senior supervisor - 2009 : The Legend of Zelda: Spirit Tracks, producteur général - 2009 : Mario et Luigi : Voyage au centre de Bowser, senior producer - 2009 : Punch-Out!!, superviseur - 2009 : Wii Sports Resort, producteur général - 2009 : New Super Mario Bros. Wii, producteur général - 2009 : Mario vs. Donkey Kong : Le Retour des Mini !, superviseur |

## Années 2010
| - 2010 : Super Mario Galaxy 2, producteur général - 2010 : Donkey Kong Country Returns, superviseur - 2010 : Wii Party, producteur général - 2011 : Mario Sports Mix, superviseur - 2011 : Mario vs. Donkey Kong : Pagaille à Mini-Land !, superviseur - 2011 : The Legend of Zelda: Skyward Sword, producteur général - 2011 : Star Fox 64 3D, producteur - 2011 : The Legend of Zelda: Ocarina of Time 3D, producteur général - 2011 : Super Mario 3D Land, producteur général - 2011 : Mario Kart 7, producteur général - 2012 : Mario Party 9, superviseur - 2012 : Mario Tennis Open, superviseur - 2012 : New Super Mario Bros. 2, producteur général | - 2012 : Paper Mario: Sticker Star, superviseur - 2012 : Nintendo Land, producteur général - 2012 : New Super Mario Bros. U, producteur général - 2013 : Luigi's Mansion 2, producteur - 2013 : Pikmin 3, producteur - 2013 : Mario and Luigi: Dream Team Bros., superviseur - 2013 : The Legend of Zelda: The Wind Waker HD - 2013 : Super Mario 3D World - 2014 : Mario Golf: World Tour - 2014 : Mario Kart 8 - 2014 : Super Smash Bros. for Nintendo 3DS - 2014 : Super Smash Bros. for Wii U - 2016 : Star Fox Zero - 2016 : Star Fox Guard - 2017 : The Legend of Zelda: Breath of the Wild - Annulé : Project Giant Robot |